# André de Cock
André de Cock (12 juli 1880 – 28 juli 1964) was een Belgisch filatelist.

## Biografie
De Cock stamde uit een welvarende burgerlijke familie en studeerde rechten in Bonn, in Duitsland. Later werd hij in België benoemd tot vredesrechter. Ook was hij van 1907 tot 1919 secretaris van de afdeling Gent van het Belgische Rode Kruis. In 1919 werd hij privésecretaris van Maurice August Lippens, gouverneur-generaal van Belgisch-Congo (1919-1921). Toen deze minister werd van onder andere Postzaken behoorde De Cock tot zijn persoonlijke staf. De Cock werd in 1936 de eerste conservator van het Belgische postmuseum, dat op zijn initiatief werd opgericht.
De Cock heeft veel gepubliceerd op het gebied van de filatelie. Hij was een kenner van de postale geschiedenis van Belgisch-Congo. Op postzegeltentoonstellingen behaalde zijn verzameling vele gouden medailles.